# Hernandarias (Alto Paraná)
Hernandarias ist eine Stadt und Distrikt im Departamento Alto Paraná in Paraguay. Sie liegt 8 km nördlich von Ciudad del Este direkt am Itaipú-Stausee an der Grenze zu Brasilien nahe den Flüssen  Río Acaray und Río Paraná. Es ist die älteste Stadt des Departamentos. Der Distrikt hat etwa 79.000 Einwohner.

## Geschichte
Der Ort, in dem das Volk der Acaray lebte, wurde 1629 von den Jesuiten entdeckt. Sie nannten ihn Natividad de Nuestra Señora del Acaray. Später wurde er Campo de Tacuru Pucú (Feld der hohen Termitenhügel) genannt, aufgrund der großen Anzahl von Sandhügeln, welche Termiten im ganzen Gebiet gebaut hatten. Im Jahr 1857 ließ Präsident Carlos Antonio López einen Hafen anlegen, um die Mate- und Holzverwertung zu verbessern. 1896 wurde der Ort offiziell nach dem Gouverneur Paraguays und der Río de la Plata Region Hernando Arias de Saavedra benannt. Aufgrund des starken Wachstums wurde der Ort im Jahr 1980 zu einer Gemeinde der ersten Kategorie erhoben.

## Wirtschaft
Ursächlich für das enorme Wachstum war der Bau der beiden Wasserkraftwerke Acaray und Itaipú in unmittelbarer Nähe, die 1968 und 1982 in Betrieb genommen wurden. Daneben wird im Distrikt aber auch Landwirtschaft und Viehzucht betrieben. Die Haupterzeugnisse sind: Soja, Minze, Mais, Kaffee, Baumwolle, Reis, Bohnen Weizen, Kreuzblättrige Wolfsmilch und Palmenherzen. Angesiedelt sind außerdem Fabriken der Textil-, Plastik- und Kunstdüngerherstellung.